# Manocalzati
Manocalzati – miejscowość i gmina we Włoszech, w regionie Kampania, w prowincji Avellino.
Według danych na 1 stycznia 2022 roku gminę zamieszkiwały 3024 osoby (1511 mężczyzn i 1513 kobiet).